# Armand Guidolin
Armand Guidolin (ur. 9 grudnia 1925 w Thorold, zm. 24 listopada 2008 w Barrie) – kanadyjski hokeista, najmłodszy debiutant w historii ligi NHL.
Miał pseudonim "Bep", gdyż jego matka, która mówiła po włosku i bardzo słabo po angielsku, zamiast baby (po ang. dziecko) mówiła beppy. Skrócono tę formę i zostało "Bep".

## Kariera klubowa
W okresie juniorskim Guidolin występował w lidze OHA w klubie Oshawa Generals. 12 listopada 1942, gdy miał 16 lat i 11 miesięcy, zadebiutował w NHL w barwach Boston Bruins w meczu przeciwko Toronto Maple Leafs (1:3). Jego debiut w NHL był możliwy dzięki II wojnie światowej, gdyż wielu starszych hokeistów Bostonu dostało powołanie do wojska.
W NHL grał także w Detroit Red Wings i Chicago Blackhawks do 1952 roku. Przez następne 9 lat grał w niższych ligach, po czym skończył karierę.

## Kariera trenerska
Guidolin trenował Belleville McFarlands z którymi zdobył Allan Cup w 1958 i Mistrzostwo Świata w 1959. W 1965 został trenerem Oshawa Generals. Ten klub doprowadził do finału Memorial Cup, gdzie przegrał z Edmonton Oil Kings. Następnie Guidolin trenował London Knights w OHL, Boston Bruins i Kansas City Scouts w NHL, Edmonton Oilers w WHA oraz Boston Braves i Philadelphia Firebirds w AHL.